# Teodora (filha de Constantino VII)
Teodora, dita Porfirogênita foi uma imperatriz-consorte bizantina, segunda esposa de João I Tzimisces e filha de Constantino VII com Helena Lecapena. Seus avós maternos eram o imperador Romano I Lecapeno e Teodora.

## História
A obra de Teófanes Continuado, uma continuação da crônica de Teófanes, o Confessor composta por outros autores ativos durante o reinado de seu pai. A crônica termina em 961 e relata o destino de Teodora após a morte de Constantino VII em 9 de novembro de 959. Seu irmão, Romano II o sucedeu no trono e a sua imperatriz, Teófano, o convenceu a enviar todas as suas irmãs para o convento de Kanikleion.
Teodora e suas irmãs, Zoé, Ágata, Teófano e Ana foram, inicialmente, mantidas juntas ali e, posteriormente, separadas: Teodora, Zoé e Teófano foram para o Mosteiro de Antíoco enquanto que Ágata e Ana foram para Mireleu, um templo construído pelo seu avô materno e que mantinha um convento.
Enquanto as irmãs continuavam seguindo a vida monástica, mudanças estavam ocorrendo no trono imperial. Romano II morreu em 15 de março de 963 e seus co-imperadores e sucessores eram os menores Basílio II Bulgaróctono e Constantino VIII. Teófano serviu como regente dos garotos até se casar com o poderoso general Nicéforo II Focas. Nicéforo ascendeu então ao trono como imperador sênior e permaneceu na posição até que sua esposa e o amante dela, João I Tzimisces, conspirassem para que ele fosse assassinado na noite de 10-11 de dezembro de 969.
João se tornou o imperador sênior no lugar de sua vítima e Teófano foi exilada para a ilha de Pringipos. Porém, ao contrário de seu antecessor, João não tinha conexão nenhuma com a legítima Dinastia macedônica, seja por laços de sangue ou de casamento. Seu casamento anterior, com Maria Scleraina, havia solidificado uma aliança com o poderoso general Bardas Esclero, mas a lealdade do resto da corte não estava assegurada. 
João consertou a situação libertando Teodora para que pudessem se casar. De acordo com Leão, o Diácono, o casamento ocorreu em novembro de 971. Fontes indicam que deste casamento nasceu uma filha, Teófano Curcuas.
João I morreu em 10 de janeiro de 976, mas o destino de Teodora não ficou registrado.